# Hampden Park
Hampden Park (thường được gọi là Hampden) là một sân vận động bóng đá ở khu vực Mount Florida của thành phố Glasgow, Scotland. Địa điểm có sức chứa 51.866 chỗ ngồi đóng vai trò là sân vận động bóng đá quốc gia ở Scotland. Đây là sân nhà của đội tuyển bóng đá quốc gia Scotland và câu lạc bộ Queen's Park ở Scottish League Two. Hampden thường xuyên tổ chức các giai đoạn sau của Cúp bóng đá Scotland và Cúp Liên đoàn bóng đá Scotland, đồng thời cũng được sử dụng cho các buổi hòa nhạc và các sự kiện thể thao khác, chẳng hạn như khi sân được định hình lại như một sân vận động điền kinh cho Đại hội Thể thao Khối Thịnh vượng chung 2014.
Có hai sân vận động ở thế kỷ 19 được gọi là Hampden Park, được xây dựng trên các địa điểm khác nhau. Một sân vận động trên địa điểm hiện tại lần đầu tiên được khánh thành lần đầu tiên vào ngày 31 tháng 10 năm 1903. Hampden là sân vận động lớn nhất thế giới với sức chứa hơn 100.000 chỗ ngồi. Con số này đã tăng thêm từ năm 1927 đến năm 1937, đạt mức cao nhất là 150.000 chỗ ngồi. Kỷ lục khán giả là 149.415 người cho trận đấu giữa Scotland và Anh năm 1937, là kỷ lục châu Âu cho một trận đấu bóng đá quốc tế. Các quy định an toàn chặt chẽ hơn có nghĩa là sức chứa đã giảm xuống còn 81.000 chỗ ngồi vào năm 1977. Sân vận động đã được cải tạo hoàn toàn kể từ đó, với công việc gần đây nhất được hoàn thành vào năm 1999.
Sân vận động có các văn phòng của Hiệp hội bóng đá Scotland (SFA) và Giải bóng đá chuyên nghiệp Scotland (SPFL). Hampden đã tổ chức các sự kiện thể thao uy tín, bao gồm ba trận chung kết cúp C1 châu Âu/Champions League, hai trận chung kết Cup Winners' Cup và một trận chung kết Cúp UEFA. Hampden là một sân vận động loại 4 của UEFA và sân được phục vụ bởi các ga xe lửa Mount Florida và King's Park gần đó.

## Lịch sử

### Ba sân Hampden
Queen's Park, câu lạc bộ lâu đời nhất của bóng đá Scotland, đã thi đấu tại một địa điểm có tên là Hampden Park kể từ tháng 10 năm 1873. Hampden Park đầu tiên được nhìn ra bởi một chỗ đất đắp cao gần đó được đặt theo tên của người Anh John Hampden, người đã chiến đấu cho những roundhead trong Nội chiến Anh. Queen's Park thi đấu tại Hampden Park đầu tiên trong 10 năm, bắt đầu bằng trận đấu trong Cúp Scotland vào ngày 25 tháng 10 năm 1873. Sân đã tổ chức trận chung kết Cúp Scotland đầu tiên vào năm 1874 và trận đấu giữa Scotland với Anh vào năm 1878.

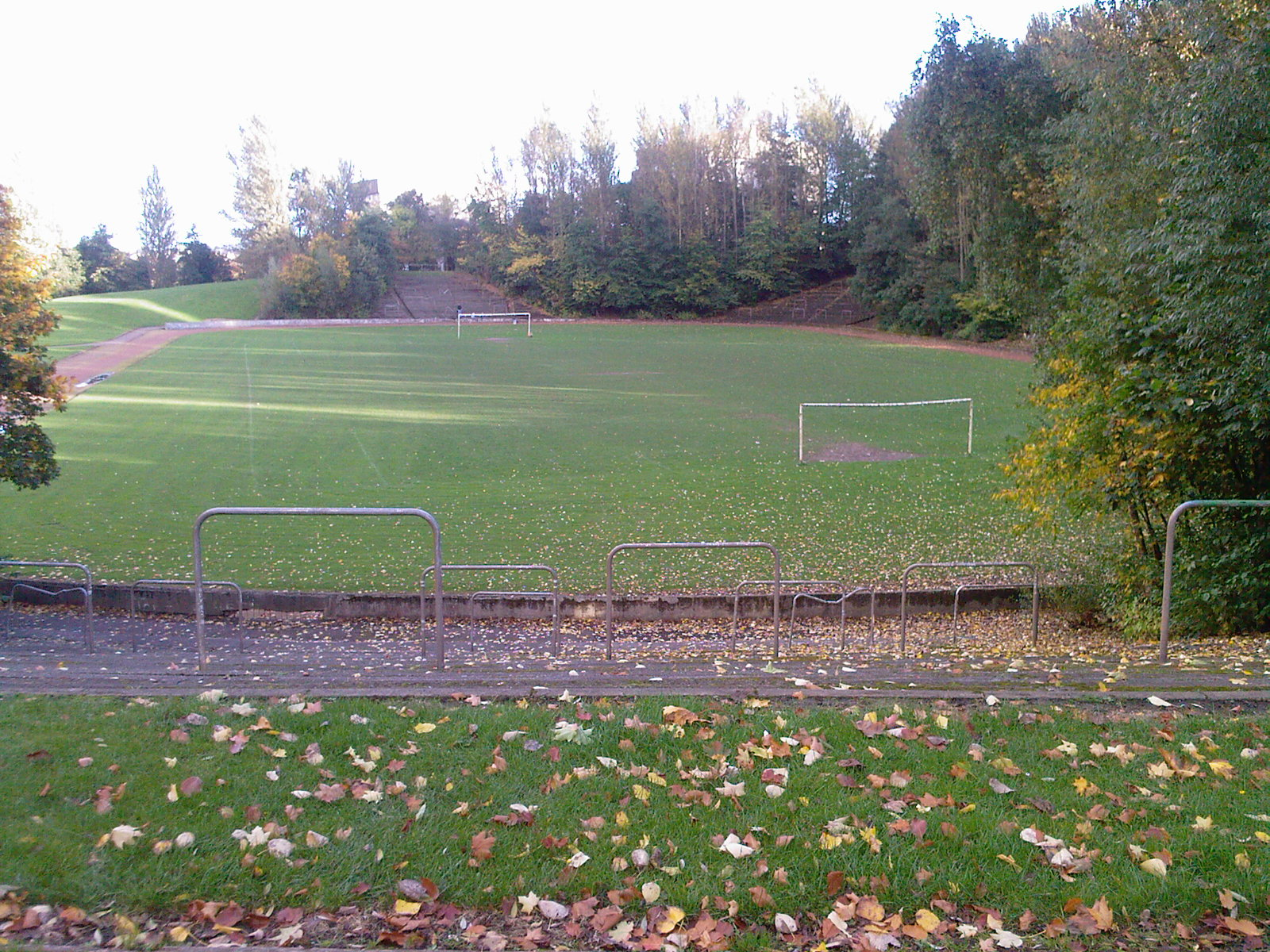
Phần còn lại của Cathkin Park, là địa điểm của Hampden Park thứ hai.

Câu lạc bộ đã chuyển đến Hampden Park thứ hai, cách ban đầu 150 yard, vì Đường sắt quận Cathcart đã lên kế hoạch cho một tuyến mới qua vị trí chỗ đất đắp cao phía tây của mặt đất. Một câu lạc bộ bóng gỗ trên cỏ ở ngã ba đường Queen's Drive và Cathcart Road đánh dấu địa điểm của Hampden đầu tiên. Hampden Park thứ hai mở cửa vào tháng 10 năm 1884. Đây đã trở thành sân nhà thường xuyên của trận chung kết Cúp Scotland, nhưng Celtic Park đã chia sẻ một số trận đấu lớn bao gồm cả trận đấu giữa Scotland và Anh năm 1894.
Vào cuối những năm 1890, Queen's Park đã yêu cầu thêm đất để phát triển Hampden Park thứ hai. Điều này đã bị chủ đất từ chối, dẫn đến câu lạc bộ phải tìm kiếm một địa điểm mới. Henry Erskine Gordon đồng ý bán 12 mẫu đất ngoài đường Somerville Drive cho Queen's Park vào tháng 11 năm 1899. James Miller đã thiết kế khán đài đôi dọc theo phía nam của mặt đất với một khán đài được chêm vào giữa. Các sườn dốc tự nhiên được định hình để tạo thành các bờ bậc thang, do Archibald Leitch thiết kế. Việc xây dựng mặt bằng mới mất hơn ba năm để hoàn thành; trong quá trình xây dựng, một thảm họa đã xảy ra tại Ibrox trong đó một phần của các bậc thang bằng gỗ bị sập. Để đáp lại, các bậc thang ở Hampden được thiết lập vững chắc trong quá trình đào đắp và các kỹ thuật sáng tạo đã được sử dụng để kiểm soát khán giả.
Third Lanark A.C. đã tiếp quản Hampden Park thứ hai vào năm 1903 và đổi tên thành Cathkin Park theo tên sân vận động trước đó của họ. Câu lạc bộ đã xây dựng lại mặt sân từ đầu do không thống nhất được mức phí cho toàn bộ sân vận động, dẫn đến việc Queen's Park phải dỡ bỏ khán đài và các cơ sở hạ tầng khác (mà họ sở hữu, trong khi sân được cho thuê). Trong mùa giải đầu tiên sau khi chuyển đi (1903-04, khi họ kết thúc với tư cách là nhà vô địch), Third Lanark đã chơi một số trận đấu trên sân nhà của họ tại Hampden mới trong khi công việc được thực hiện trên Cathkin Park. Third Lanark ngừng kinh doanh vào năm 1967 và Cathkin Park hiện là một công viên công cộng với phần lớn các bậc thang ban đầu vẫn còn rõ ràng.
Trong trận đấu đầu tiên của sân vận động, vào ngày 31 tháng 10 năm 1903, Queen's Park đánh bại Celtic với tỷ số 1–0 tại giải vô địch quốc gia Scotland, đã chơi tám trong chín trận đầu tiên của họ trên sân khách và trận đấu còn lại ở Cathkin Park cũ đang chờ khánh thành. Trận chung kết Cúp Scotland đầu tiên diễn ra trên sân là trận Old Firm vào năm 1904, thu hút một lượng khán giả kỷ lục của Scotland là 64.672 người. Trận đấu giữa Scotland và Anh đầu tiên trên sân được diễn ra vào tháng 4 năm 1906 với 102.741 người dự khán, trận đấu này khiến Hampden trở thành sân nhà chính của đội tuyển Scotland. Hampden Park là sân vận động lớn nhất thế giới từ khi mở cửa vào năm 1903 cho đến khi bị Maracanã vượt qua vào năm 1950. Cùng với Celtic Park và Ibrox, thành phố Glasgow sở hữu ba sân bóng đá lớn nhất thế giới vào thời điểm Hampden mở cửa.

### Kỷ lục khán giả
Số lượng khán giả tiếp tục tăng trong thời gian còn lại của những năm 1900, khi 121.452 người xem trận Scotland vs Anh năm 1908. Hai trận đấu của Old Firm diễn ra cho trận chung kết Cúp bóng đá Scotland 1909 đã thu hút được tổng cộng 131.000 người. Sau trận đấu thứ hai, có một cuộc bạo loạn vì có sự nhầm lẫn về điều gì sẽ xảy ra tiếp theo khi trận đấu thứ hai cũng kết thúc với tỷ số hòa. Các cổ động viên tin rằng trận đấu sẽ diễn ra kết thúc và yêu cầu thi đấu thêm hiệp phụ nữa. Chiếc cúp vô địch Scotland đã bị giữ lại vì Hampden không còn đủ điều kiện để tổ chức trận đấu lại thứ hai. Để đối phó với cuộc bạo loạn, Hiệp hội bóng đá Scotland đã quyết định ngừng sử dụng Hampden làm địa điểm tổ chức trận Chung kết Cúp bóng đá Scotland.
Queen's Park đã tiến hành cải tạo sân vận động rộng rãi sau cuộc bạo động năm 1909. Một kỷ lục thế giới mới với 127.307 người đã dự khán để xem Scotland đấu với Anh vào năm 1912. Một trận hỏa hoạn vào năm 1914 đã phá hủy khán đài, được thay thế bằng một cấu trúc bốn tầng với hộp báo chí trên mái. Trận chung kết Cúp bóng đá Scotland trở lại Hampden vào năm 1920, khi 95.000 người chứng kiến Kilmarnock giành cúp vô địch trước Albion Rovers. Số lượng khán giả đông kỷ lục đã dự khán trận chung kết Cúp bóng đá Scotland 1925, với chiến thắng 5–0 của Celtic trước Rangers, và trận đấu giữa Scotland và Anh năm 1927, trận thắng đầu tiên của Anh trên sân vận động. Hampden trở thành địa điểm duy nhất của trận chung kết Cúp bóng đá Scotland sau năm 1925, trừ những năm 1990 khi sân đang được cải tạo. Queen's Park đã mua thêm đất vào năm 1923 để nâng tổng số lên 33 mẫu Anh. 25.000 chỗ ngồi đã được thêm vào các bậc thang và các rào chắn cứng được lắp đặt vào năm 1927.
Kỷ lục khán giả thế giới đã tham dự các trận đấu của Scotland với Anh vào các năm 1931 và 1933. Năm 1933, Áo, đội đã đánh bại Scotland 5–0 tại Viên năm 1931, trở thành đội bóng nước ngoài đầu tiên đến Hampden Park. Việc cải thiện mặt sân hơn nữa đã nâng sức chứa chính thức của sân lên 183.388 người vào năm 1937, nhưng SFA chỉ được phép phát hành 150.000 vé cho các trận đấu. Trận đấu giữa Scotland và Anh năm 1937 có 149.415 người dự khán chính thức, nhưng ít nhất 20.000 người nữa vào sân mà không có vé. Một tuần sau, trận chung kết Cúp bóng đá Scotland 1937 giữa Celtic và Aberdeen đã thu hút một lượng khán giả chính thức lên tới 147.365 người, với 20.000 người nữa bị kẹt bên ngoài.

### Thời kỳ chiến tranh
Trong Chiến tranh thế giới thứ hai, các trận đấu tại các sân có đông người tham dự ban đầu bị cấm do lo ngại về cuộc ném bom trên không của Không quân Đức. Các giải đấu quốc gia và cúp quốc gia Scotland đã bị đình chỉ trong suốt thời gian chiến tranh, nhưng các giải đấu khu vực và cúp quốc gia đã được thành lập ở vị trí của chúng. Sự tham dự ban đầu bị hạn chế ở 50 phần trăm sức chứa; do đó, khi 75.000 người dự khán trận chung kết cúp quốc gia vào tháng 5 năm 1940, đó là mức tối đa được phép. Parashots, tiền thân của Home Guard, đã thiết lập một trạm chỉ huy tại Lesser Hampden vào năm 1940. Một quan chức chính phủ đã trình ra lệnh yêu cầu cả sân Hampden và Lesser Hampden phải được cày xới và sử dụng để trồng rau, nhưng ủy ban Queen's Park đã chọn bỏ qua lệnh và chính phủ không theo đuổi. Các cầu thủ quốc tế thời chiến đã chơi tại Hampden, và 91.000 đã chứng kiến Scotland đánh bại Anh với tỷ số 5–4 vào ngày 18 tháng 4 năm 1942.

### Sau chiến tranh
Sau khi Chiến tranh thế giới thứ hai kết thúc vào năm 1945, Hampden bắt đầu tổ chức các trận đấu của Scotland thường xuyên hơn. Trước đó, Hampden chỉ tổ chức 15 trận đấu với Anh và mỗi đối thủ một trận với Áo và Tiệp Khắc. Trong thời kỳ bùng nổ lượng khán giả sau chiến tranh, Hampden là sân vận động duy nhất đủ lớn để đón những đám đông muốn đến xem đội. Các trận đấu mà thông thường sẽ thu hút được 40.000 người đã có gần 100.000 người dự khán. Một trận hỏa hoạn vào ngày 25 tháng 12 năm 1945 đã phá hủy hộp báo chí của sân vận động và làm hư hại các văn phòng. Hộp báo chí đã được thay thế bằng một cấu trúc hai tầng bằng phẳng có thể tràn ngập mặt sân. Danh sách lịch thi đấu của Hampden cũng được mở rộng bởi giải đấu Cúp Liên đoàn bóng đá Scotland mới. Năm 1947, Rangers đánh bại Aberdeen trong trận chung kết Cúp Liên đoàn đầu tiên, một năm sau khi 135.000 khán giả xem phiên bản cuối cùng của giải đấu tiền thân thời chiến, Cúp Liên đoàn miền Nam, được thi đấu giữa các đội cùng loại. Sức chứa của sân vận động đã bị cắt giảm xuống còn 135.000 người sau thảm họa Burnden Park ở Bolton.
Sự gia nhập trở lại của Home Nations vào FIFA năm 1947 được đánh dấu bằng trận đấu giữa tuyển chọn của Vương quốc Anh và Phần còn lại của châu Âu vào ngày 10 tháng 5 năm 1947. Anh đã giành chiến thắng 6–1 và 130.000 người đã dự khán. Nhưng một trận đấu giữa Third Lanark và Hibernian được diễn ra ngay sau đó tại Hampden vì Cathkin Park đang được sửa chữa. Trận đấu vòng loại Giải vô địch bóng đá thế giới đầu tiên diễn ra tại Hampden là chiến thắng 2–0 của Scotland trước Wales vào ngày 9 tháng 11 năm 1949; trận đấu này cũng là một phần của British Home Championship 1950. Chiến thắng dường như đảm bảo cho Scotland đủ điều kiện tham dự Giải vô địch bóng đá thế giới 1950 vì hai đội về đích hàng đầu trong Giải vô địch được mời tham dự giải đấu, nhưng SFA ra lệnh rằng họ sẽ chỉ cử một đội nếu họ là nhà vô địch Anh. Scotland chỉ cần một trận hòa trước Anh tại Hampden để đáp ứng điều kiện đó nhưng thua 1–0.
Cúp Đăng quang, một giải đấu để đánh dấu sự đăng quang của Nữ hoàng Elizabeth II, được tổ chức tại Glasgow trong tháng 5 năm 1953. Bốn câu lạc bộ lớn của Scotland và Anh đã được mời, với các câu lạc bộ Old Firm chơi các trận đấu của họ tại Hampden. Celtic và Hibernian tiến đến trận chung kết, và 117.060 khán giả đã chứng kiến Celtic thắng 2–0.
Scotland đa có trận đấu với Magical Magyars của Hungary vào tháng 12 năm 1954 trước 113.506 người hâm mộ. Các cầu thủ Scotland đã có một trận đấu tốt với một trong những đội xuất sắc nhất thế giới vào thời điểm đó, nhưng cuối cùng đã thua 4–2. Scotland đã đủ điều kiện tham dự Giải vô địch bóng đá thế giới 1958 khi đánh bại Tây Ban Nha, bao gồm Luis Suarez, Ladislao Kubala và Alfredo Di Stéfano, tại Hampden.

### Thập niên 1960 và 1970

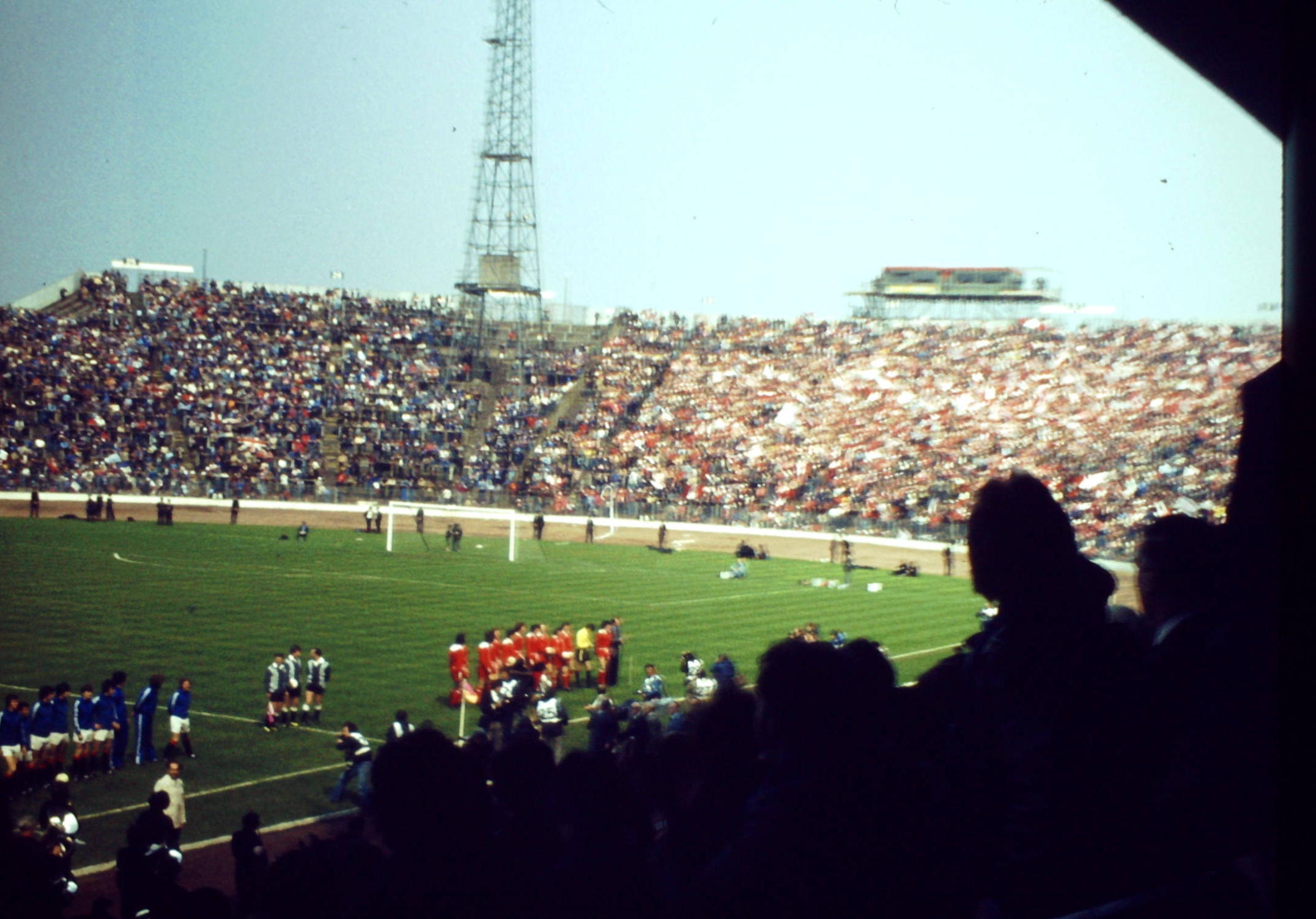
Các cầu thủ đội Aberdeen và Rangers xếp hàng trước trận chung kết Cúp bóng đá Scotland 1978 tại Hampden.

Hampden tổ chức trận chung kết Cúp C1 châu Âu 1960; Real Madrid đánh bại Eintracht Frankfurt 7–3 với 130.000 người dự khán. Đèn pha được lắp đặt tại Hampden vào năm 1961 và được khánh thành trong trận đấu giao hữu giữa Eintracht Frankfurt và Rangers. Sau đó, sân này cũng là nơi tổ chức các trận chung kết UEFA Cup Winners' Cup 1962 và 1966. Số khán giả dự khán mỗi trận chung kết này ít hơn 50.000 người, và SFA đã không đề nghị tổ chức một trận chung kết châu Âu khác cho đến trận chung kết Cúp C1 châu Âu 1976, trong đó Bayern München đánh bại St Etienne. Cho đến năm 1987, Hampden sử dụng các cột khung thành hình vuông. St Etienne tin rằng hai trong số những nỗ lực của họ đi trúng xà ngang hình vuông và nếu tổ chức trở lại sẽ dẫn đến bàn thắng nếu nó diễn ra tròn trĩnh.
Sau khi Celtic giành chiến thắng trong trận chung kết Cúp C1 châu Âu 1967, trận lượt về Cúp bóng đá liên lục địa của họ với Racing Club được tổ chức tại Hampden. Celtic thắng 1–0 tại Hampden, nhưng thua sau trận play-off ở Montevideo. Năm 1970, Celtic gặp nhà vô địch giải đấu Anh, Leeds United trong trận bán kết Cúp C1 châu Âu. Celtic đã chọn chuyển trận lượt đi trên sân nhà từ sân nhà Celtic Park đến Hampden, nơi có sức chứa lớn hơn nhiều. 136.505 người, kỷ lục cho bất kỳ trận đấu nào trong khuôn khổ UEFA, đã chứng kiến Celtic giành chiến thắng 2–1 (tổng tỷ số 3–1) để tiến vào trận chung kết Cúp C1 châu Âu 1970. Celtic cũng chơi các trận đấu ở Cúp C1 châu Âu với Ajax và Rosenborg tại Hampden trong những năm 1970.
Một đám cháy đã bắt đầu bùng phát ở khán đài phía Nam vào tháng 10 năm 1968, phá hủy văn phòng, 1.400 chỗ ngồi và một trong những phòng thay đồ của đội. Vụ hỏa hoạn khiến trận chung kết Cúp Liên đoàn bóng đá Scotland 1968-69 bị hoãn lại đến tháng 4. Đến năm 1970, Hampden bắt đầu trở thành sân vận động cũ. Wembley đã được tân trang lại cho World Cup 1966, trong khi các sân vận động lớn khác đang được xây dựng cho các giải đấu. An toàn công cộng được nhấn mạnh sau thảm họa Ibrox vào tháng 1 năm 1971, khi 66 khán giả bị đè chết. Một trận đấu từ thiện được diễn ra tại Hampden, trong khi Đạo luật An toàn của Sân thể thao năm 1975 buộc các nhà chức trách sân vận động phải xin giấy phép từ các quan chức địa phương, áp đặt sự phân biệt đám đông và hạn chế khán giả. Pittodrie và Ibrox được chuyển đổi thành sân vận động tất cả chỗ ngồi, trong khi sức chứa của Hampden giảm xuống còn 81.000 người.
Scotland đã giành quyền tham dự Giải vô địch bóng đá thế giới 1974 tại Hampden, với chiến thắng 2–1 trước Tiệp Khắc. Kenny Dalglish đã ghi bàn thắng quyết định vào lưới đội tuyển Anh năm 1976 bằng quả nutmeg hạ gục Ray Clemence. Năm 1977, Scotland lại giành chiến thắng trước Tiệp Khắc để tiến tới suất tham dự Giải vô địch bóng đá thế giới 1978. Scotland tổ chức một trận giao hữu với nhà vô địch thế giới Argentina năm 1979; tài năng 18 tuổi Diego Maradona, đã ghi một bàn thắng trong chiến thắng 3–1 cho đội khách.

### Tái phát triển vào thập niên 1990

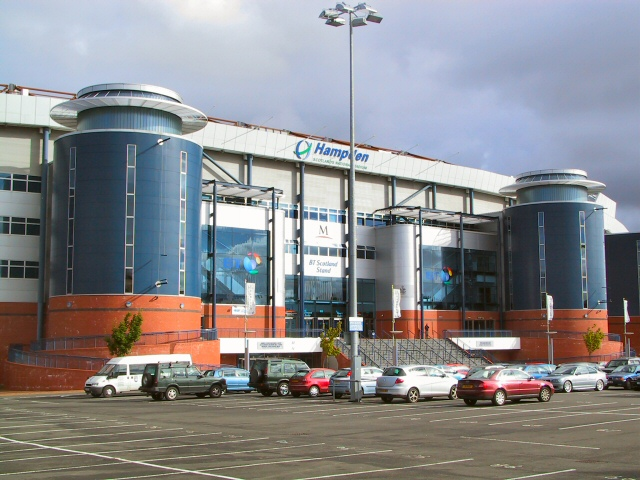
Bên ngoài khán đài phía Nam của Hampden, được mở cửa vào năm 1999

Vào cuối những năm 1970, rõ ràng là cơ sở vật chất tại Hampden cần được đổi mới. Là một câu lạc bộ nghiệp dư, Queen's Park không thể tài trợ cho các công việc, trong khi Hội đồng Quận Glasgow rút tiền tài trợ và Chính phủ Vương quốc Anh cũng quyết định không tài trợ. Queen's Park đã cân nhắc việc bán Hampden, nhưng lời kêu gọi công khai và công việc sửa chữa nhỏ đã giữ cho sân vận động mở cửa trong suốt những năm 1980. Cuộc bạo loạn sau trận chung kết Cúp bóng đá Scotland 1980 đã thúc đẩy cải cách, vì rượu bị cấm ở các sân bóng đá ở Scotland.
Giai đoạn đầu tiên của quá trình tái phát triển bao gồm việc phá bỏ khán đài phía Bắc, đổ bê tông tất cả các bậc thang và xây dựng một khối cửa quay xung quanh phần trên của khán đài phía Đông. Công việc này bắt đầu vào tháng 10 năm 1981 và hoàn thành vào năm 1986, giảm sức chứa xuống còn 74.370 người và tiêu tốn 3 triệu bảng Anh. Giai đoạn thứ hai đã được lên kế hoạch bắt đầu vào năm 1988, nhưng việc ra đời Báo cáo Taylor đã khiến kế hoạch được vẽ lại và chi phí đề xuất tăng lên 25 triệu bảng Anh. Scotland đăng cai tổ chức Giải vô địch bóng đá U-16 thế giới 1989, với Scotland giành quyền chơi trận chung kết với Ả Rập Xê Út tại Hampden.
Sau khi trận đấu giữa Scotland và Anh thường niên bị hủy bỏ vào năm 1989, các câu hỏi đã được đặt ra là liệu bóng đá Scotland có yêu cầu một sân vận động quốc gia riêng biệt hay không. Rangers đề xuất Ibrox như một địa điểm thay thế, trong khi Murrayfield sắp được tái phát triển mà không có nguồn vốn công. Không có đề xuất nào trong số này gây ấn tượng với ủy ban Sân vận động Quốc gia, bao gồm SFA, Scottish Football League và Queen's Park. Khán đài phía Tây được chuyển đổi thành chỗ ngồi vào năm 1991 với giá chỉ 700.000 bảng Anh, nhưng điều này đã để lại hai bậc thang và do đó Hampden không đủ điều kiện tổ chức các trận đấu vòng loại Giải vô địch bóng đá thế giới.
Cuối cùng, Chính phủ Vương quốc Anh đã cung cấp khoản tài trợ 3,5 triệu bảng Anh vào năm 1992, cho phép bắt đầu thực hiện dự án trị giá 12 triệu bảng Anh để chuyển Hampden thành một sân vận động toàn chỗ ngồi. Trận đấu cuối cùng diễn ra trước bậc thang là trận chung kết Scottish Football League 1992. Trong vòng một năm, phần phía đông và phía bắc của sân đã được chuyển đổi từ bậc thang thành chỗ ngồi, và Hampden được xây dựng lại một phần đã được mở cửa trở lại cho trận đấu giao hữu giữa Scotland và Hà Lan vào ngày 23 tháng 3 năm 1994. Sau đó, sân cũng được sử dụng cho giai đoạn lượt về của giải đấu Cúp bóng đá Scotland 1993-94. Do sức chứa của khán đài phía Nam cũ bị giới hạn ở mức 4.500 người, nên tổng sức chứa của Hampden đã giảm xuống còn khoảng 37.000 người. Với việc Celtic Park cũng đang trải qua quá trình tái phát triển rộng rãi để trở thành sân vận động toàn chỗ ngồi, Celtic đã trải qua mùa giải 1994-95 được chia sẻ sân ở Hampden, với chi phí thuê 500.000 bảng.
Giai đoạn cuối cùng của việc cải tạo bắt đầu vào tháng 11 năm 1997, với chi phí 59 triệu bảng Anh do Xổ số Quốc gia tài trợ. Đã có một khoản chi phí vượt quá và một đội gian lận đã điều tra những sai phạm tài chính bị cáo buộc. Khán đài phía Nam đã được thay thế và sân vận động đã được mở lại cho trận chung kết Cúp bóng đá Scotland 1999. Sân vận động hiện có sức chứa 51.866 chỗ ngồi. Queen's Park vẫn giữ quyền sở hữu sân vận động, với SFA giữ hợp đồng thuê đến năm 2020.

### Thập niên 2000

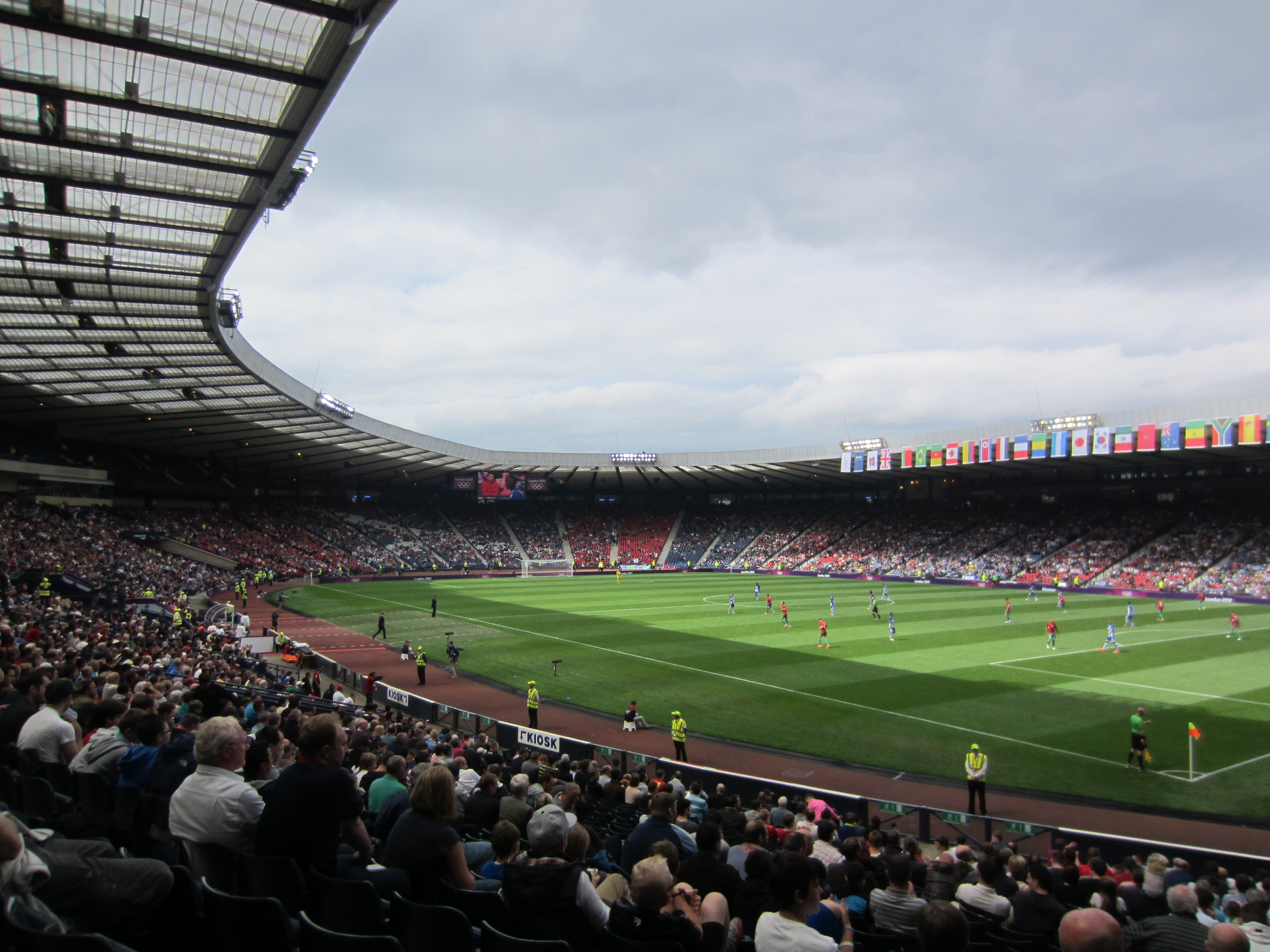
Honduras vs. Maroc tại Hampden trong giải đấu nam môn bóng đá Olympic, 2012

Real Madrid một lần nữa vô địch khi Hampden Park tổ chức trận chung kết UEFA Champions League 2002, khi đánh bại Bayer Leverkusen, với Zinédine Zidane ghi bàn ấn định chiến thắng bằng cú vô lê chân trái. Hampden kể từ đó đã tổ chức trận chung kết Cúp UEFA 2007 và là một trong những địa điểm tổ chức môn bóng đá tại Thế vận hội Mùa hè 2012, tổ chức ba trận đấu ở giải đấu nam và năm trận đấu ở giải đấu nữ. Một trong những trận đấu đã bị hoãn sau khi đội tuyển Triều Tiên phản đối việc quốc kỳ Hàn Quốc bị sử dụng nhầm để đại diện cho các cầu thủ của họ. Sau đó vào năm 2012, một trận đấu của đội tuyển bóng đá nữ quốc gia Scotland lần đầu tiên được tổ chức tại Hampden, khi đội đăng cai trận đấu lượt đi vòng loại play-off Giải vô địch châu Âu với Tây Ban Nha.
Hampden tạm thời được chuyển đổi thành sân vận động điền kinh cho Đại hội Thể thao Khối Thịnh vượng chung 2014. Sân đã tổ chức trận đấu quốc tế cuối cùng trước khi tiến hành chuyển đổi vào ngày 15 tháng 11 năm 2013 và Queen's Park tạm thời chơi các trận đấu trên sân nhà của họ tại Sân vận động Excelsior ở Airdrie. Do các công việc được thực hiện tại Sân vận động Olympic, London Grand Prix 2014 được đổi tên thành Glasgow Grand Prix và được tổ chức tại Hampden. Công việc chuyển đổi bao gồm việc loại bỏ tám hàng ghế, làm giảm sức chứa xuống còn 44.000 chỗ ngồi. Hampden đã được chuyển đổi trở lại thành một sân vận động bóng đá sau Đại hội Thể thao Khối Thịnh vượng chung.
Vào tháng 9 năm 2014, Hampden là một trong 13 địa điểm được chọn để tổ chức các trận đấu trong khuôn khổ Giải vô địch bóng đá châu Âu 2020. Với hợp đồng thuê Hampden của họ sẽ hết hạn sau Euro 2021, SFA đã thu thập ý kiến từ các câu lạc bộ thành viên về nơi các trận đấu nên được tổ chức. Vào tháng 9 năm 2018, SFA đã công bố một thỏa thuận mua mặt bằng từ Queen's Park vào năm 2020. Là một phần của thỏa thuận, Lesser Hampden sẽ được tái phát triển và trở thành sân nhà của Queen's Park. Kể từ tháng 8 năm 2020, SFA đã nắm quyền sở hữu Hampden và một cơ sở mới đang được xây dựng tại Lesser Hampden.

### Giải vô địch bóng đá châu Âu 2020
Sân vận động đã được chọn là một trong những địa điểm của Giải vô địch bóng đá châu Âu 2020 được tổ chức tại các thành phố trên khắp châu Âu và sẽ tổ chức các trận đấu sau:
| Ngày                | Giờ   | Đội       | Kết quả | Đội          | Vòng        |
| ------------------- | ----- | --------- | ------- | ------------ | ----------- |
| 14 tháng 6 năm 2021 | 15:00 | Scotland  | 2 - 0   | Cộng hòa Séc | Bảng D      |
| 18 tháng 6 năm 2021 | 18:00 | Croatia   | 1 - 1   | Cộng hòa Séc | Bảng D      |
| 22 tháng 6 năm 2021 | 21:00 | Croatia   | 3 - 1   | Scotland     | Bảng D      |
| 29 tháng 6 năm 2021 | 21:00 | Thụy Điển | 1 - 2   | Ukraina      | Vòng 16 đội |

## Hampden Roar
Đám đông trong trận đấu bóng đá tại Hampden nổi tiếng vì đã tạo ra Hampden Roar và cố gắng khiến các đội đối thủ khiếp sợ. Sức chứa của sân vận động đã vượt quá 100.000 người từ đầu những năm 1900 cho đến những năm 1980 và tiếng ồn có thể vang lên bất cứ khi nào Scotland ghi được một bàn thắng quan trọng. Sau khi cải tạo sân vận động và giảm sức chứa, tiếng ồn đã trở nên tắt tiếng hơn.
Hampden Roar lần đầu tiên được chú ý trong trận đấu với Anh vào năm 1929. Scotland, đội đã chơi hiệp hai với mười người do chấn thương của Alex Jackson, gỡ hòa ở phút cuối cùng nhờ bàn thắng trực tiếp của Alec Cheyne từ một quả phạt góc. Tiếng ồn sau bàn thắng lớn đến nỗi Jackson, người ở cách đó một dặm trong Bệnh viện Victoria Glasgow, có thể biết rằng Scotland đã ghi bàn.
Cụm từ Hampden Roar cũng được sử dụng như một tiếng lóng có vần điệu. Mọi người từ Glasgow có thể hỏi, "Hampden là gì?", Họ có nghĩa là "Tỷ số bao nhiêu?" hoặc "Bạn có khỏe không?".
Vào tháng 4 năm 2018, công ty vận hành sân vận động đã tiến hành một nghiên cứu về mức độ tiếng ồn tạo ra tại Hampden trong một trận đấu của Old Firm. Điều này cho thấy mức độ ồn cao nhất là 115 decibel sau khi các bàn thắng được ghi và 109 decibel khi các đội lần đầu tiên bước ra sân. Những phát hiện này cao hơn nhiều so với kết quả được ghi lại trong một nghiên cứu năm 2014 về sân vận động ở Premier League (tối đa là 84 decibel), nhưng lại kém kỷ lục thế giới được thiết lập bởi một trận đấu của National Football League tại Sân vận động Arrowhead ở Thành phố Kansas (142 decibel).

## Cấu trúc và cơ sở vật chất
Hampden là một sân vận động hình bát toàn chỗ ngồi, mặt sân được chia thành bốn phần địa lý, được gọi chính thức là khán đài phía Bắc, Đông, Nam và Tây. Do sự thống trị của Old Firm trong bóng đá Scotland và suất tham dự các trận đấu cúp thường xuyên diễn ra tại Hampden, khán đài phía Đông và Tây thường được biết đến với khán đài của cổ động viên Celtic và Rangers. Khán đài phía Đông có sức chứa 12.800 chỗ ngồi trên một tầng đơn gồm 53 hàng. Hai khán đài cuối cách sân tối đa 140 mét, do Hampden vẫn giữ nguyên hình chiếc bát sau khi được tái phát triển. Khoảng cách này gần bằng nếu Hampden bao gồm một đường chạy điền kinh, mặc dù khoảng cách giữa sân và khán đài hai bên có thể so sánh với một sân vận động bóng đá bình thường hơn.
Khán đài phía Nam là khán đài chính của sân vận động, vì nó chứa các khu vực kỹ thuật, phòng thay đồ, khu vực khởi động trong nhà, hộp điều hành, phòng chờ và các phương tiện truyền thông. Khán đài được BT Scotland tài trợ từ năm 1998. Khán đài phía Nam cũng là phần duy nhất của sân vận động được chia thành hai tầng, mặc dù cũng có một phòng trưng bày nhỏ phía trên khán đài phía Bắc có 290 chỗ ngồi và lối vào các phòng chờ. Khán đài phía Bắc có sức chứa 9.100 khán giả xếp thành 46 hàng. Tổng sức chứa của sân vận động là 51.866 chỗ ngồi. Sức chứa tạm thời giảm xuống còn 44.000 chỗ ngồi cho Đại hội Thể thao Khối Thịnh vượng chung 2014, vì đường chạy nâng độ cao mặt sân thêm 1,9 mét.
Hampden được tái phát triển đã giữ vị trí hàng đầu với nhiều hạng mục sân vận động UEFA khác nhau, được xếp hạng 4. Bảo tàng bóng đá Scotland, mở cửa vào năm 2001, nằm trong Hampden. Một phần của bảo tàng là Đại sảnh Danh vọng Bóng đá Scotland. Một tính năng đặc biệt của Hampden cũ, hộp báo chí nằm trên nóc của khán đài phía Nam cũ, cũng được trưng bày tại bảo tàng. Các văn phòng của Hiệp hội bóng đá Scotland, Giải bóng đá ngoại hạng Scotland và Scottish Football League đều nằm trong Hampden.
Lesser Hampden là một sân vận động bóng đá nằm ngay cạnh cuối phía Tây của Hampden Park. Sân được xây dựng vào đầu thập niên 1920 sau khi mua thêm mặt bằng để mở rộng sân vận động chính. Queen's Park đã đề xuất bán Lesser Hampden vào năm 1990 để tài trợ cho các công trình tái phát triển trên sân vận động chính, nhưng điều này đã bị các nhà quy hoạch từ chối. Sân được sử dụng bởi Queen's Park để đào tạo, các trận đấu của đội dự bị và bóng đá trẻ. Lesser Hampden đã được tân trang lại để sử dụng làm khu vực khởi động trong Đại hội Thể thao Khối Thịnh vượng chung 2014.
Vào năm 2014, những lo ngại về không gian đã khiến một số nhà bình luận đề xuất xây dựng một Sân vận động Quốc gia Scotland mới.

## Sử dụng cho hoạt động khác

### Các môn thể thao khác ngoài bóng đá

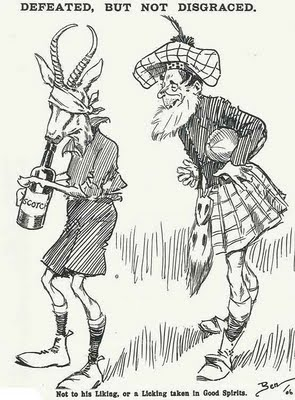
Một phim hoạt hình đương đại mô tả chiến thắng của Scotland trước Nam Phi tại Hampden vào năm 1906. Nam Phi được mô tả là một con linh dương nhảy đang uống rượu Whisky Scotch.

Hampden Park đã tổ chức bốn trận đấu rugby union quốc tế. Lần đầu tiên là vào năm 1906, khi Liên đoàn rugby union Scotland tổ chức trận đấu của họ với đội tuyển đang lưu diễn Nam Phi tại Hampden vì không có sân bóng bầu dục nào có thể đáp ứng nhu cầu xem trận đấu của khán giả. Hơn 30.000 người đã chứng kiến Scotland giành chiến thắng với tỷ số 6–0. Hampden được tái phát triển được chọn là một trong những địa điểm tổ chức Giải vô địch bóng bầu dục thế giới 1999, hơn 90 năm sau trận đấu rugby đầu tiên. Scotland đã đấu với România trong một trận giao hữu trước giải đấu và Nam Phi đấu với Uruguay trong một trận đấu pool của giải đấu tại sân vận động này. Kể từ đó, chỉ có một trận đấu rugby union quốc tế duy nhất được tổ chức tại Hampden là vào tháng 11 năm 2004, giữa Scotland và Úc.
Hampden đã tổ chức giải vô địch của Hiệp hội điền kinh nghiệp dư Scotland trong thập niên 1920 và 1930, với việc sân được sử dụng làm địa điểm thay thế cho Sân vận động Meadowbank ban đầu. Eric Liddell đã giành chiến thắng ở cự ly 110, 220 và 440 yard trong giải đấu năm 1924. Giải đấu cuối cùng của ông ở Vương quốc Anh là giải đấu năm 1925, khi ông giành chiến thắng lần thứ năm ở cự ly 220 yard. Hampden tạm thời được chuyển đổi để tổ chức các môn thi đấu điền kinh cho Đại hội Thể thao Khối Thịnh vượng chung 2014. Sân cũng được sử dụng cho lễ bế mạc của đại hội.
Suzanne Lenglen, vận động viên quần vợt chuyên nghiệp người Pháp, đã chơi một trận đấu giao hữu với Vivian Dewhurst tại Hampden vào năm 1927. 10.000 người đã xem trận đấu đó và một trận đấu khác giữa các vận động viên nam Howard Kinsey và Karel Koželuh.
Trong Chiến tranh thế giới thứ hai, các lực lượng vũ trang của Hoa Kỳ đóng tại Scotland đã tổ chức các trận đấu bóng mềm, bóng chày và bóng bầu dục Mỹ tại Hampden. Bóng bầu dục Mỹ quay trở lại Hampden vào năm 1998, khi đội NFL Europe Scottish Claymores chia sẻ các trận đấu trên sân nhà giữa Hampden và Murrayfield. World Bowl XI được tổ chức tại Hampden vào năm 2003, nhưng sau mùa giải 2004, Claymores bị giải thể và được thay thế bởi Hamburg Sea Devils.
Hampden là sân nhà của đội đua xe tốc độ Glasgow Tigers từ năm 1969 đến năm 1972. Lượng khán giả quá thấp, chi phí đắt đỏ và việc hội đồng thành phố không cho phép chơi nhạc tại các sự kiện đã góp phần khiến đội chuyển đến Cliftonhill, ở Coatbridge.
Hampden được tái phát triển là nơi tổ chức trận đấu quyền Anh do nhà cựu vô địch thế giới Mike Tyson đề xướng vào tháng 6 năm 2000. Tyson hạ gục Lou Savarese chỉ sau 12 giây của hiệp đấu, trọng tài dừng hiệp đấu lại sau 38 giây. Trận đấu kết thúc trong sự hài hước khi trọng tài, người đã cố gắng tách hai võ sĩ ra, cũng bị Tyson hạ gục. Đám đông khán giả thất vọng đã la ó khi Tyson ra khỏi sàn đấu, trong khi các cựu võ sĩ Jim Watt và Barry McGuigan chỉ trích hành động của ông. Sau trận đấu, Tyson tuyên bố rằng ông muốn làm thịt các con của nhà vô địch thế giới Lennox Lewis, dẫn đến việc nhiều người chỉ trích ông.

### Sử dụng cho hoạt động khác ngoài thể thao
Lễ kỷ niệm 50 năm thành lập Lữ đoàn Nam, tổ chức được thành lập ở Glasgow bởi William Alexander Smith, được tổ chức tại Hampden vào năm 1933. 130.000 người ở bên trong sân vận động, trong khi 100.000 người khác đứng bên ngoài sân đồng ca bài Thánh Vịnh. Nhà truyền giáo Tin lành người Mỹ Billy Graham đã tổ chức "Cuộc Thập tự chinh toàn Scotland" vào mùa xuân năm 1955. Sự kiện ngoài trời lớn của chuyến lưu diễn là ở Hampden, nơi có khoảng 100.000 người nghe ông nói.

#### Buổi hòa nhạc

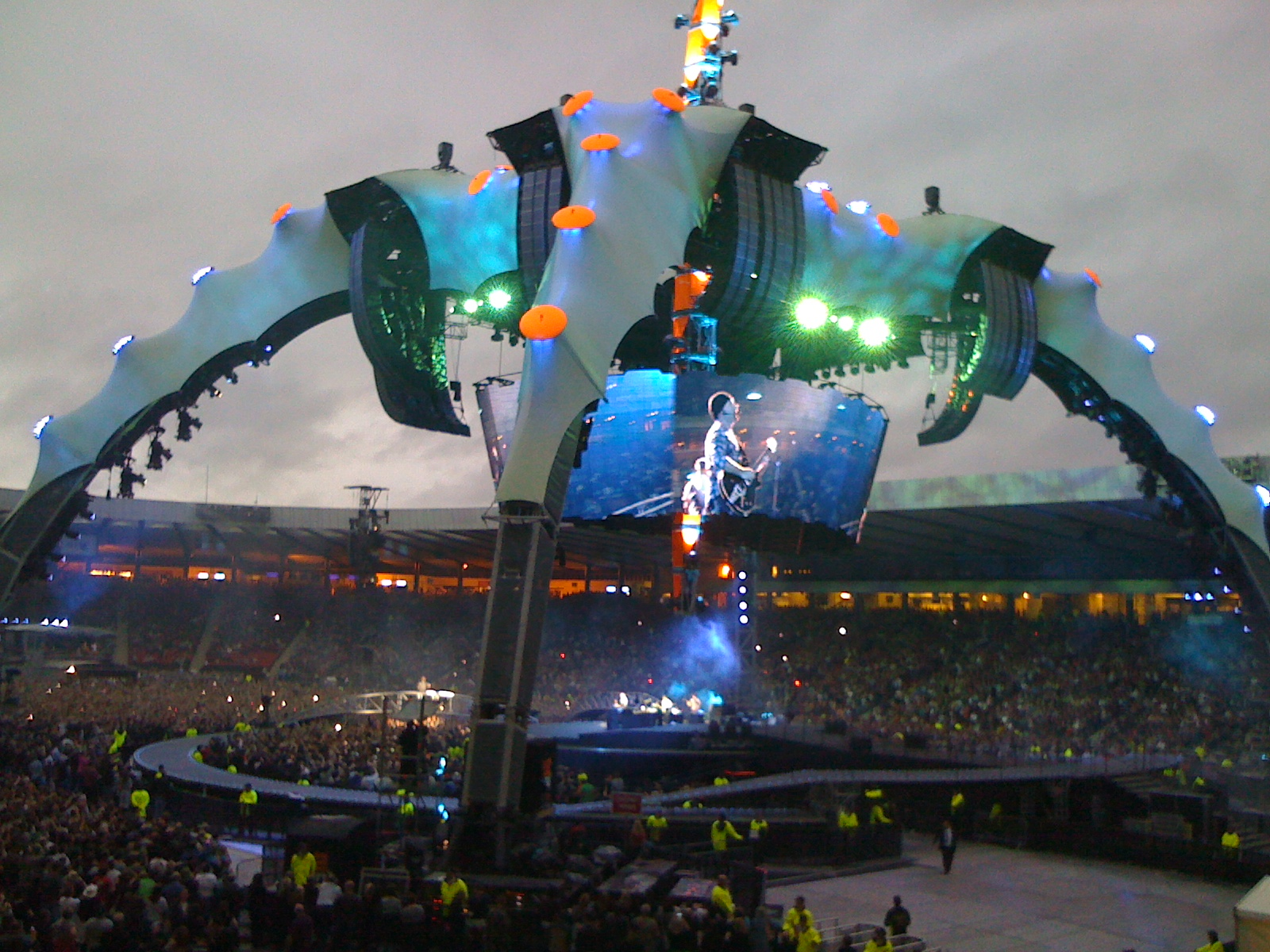
Buổi hòa nhạc của U2 tại Hampden vào tháng 8 năm 2009, như một phần của 360° Tour. Mặt cỏ đã bị hư hại do buổi hòa nhạc, khiến một trận đấu bóng đá của Queen's Park phải hoãn lại.

Genesis và Paul Young đã biểu diễn trong buổi hòa nhạc đầu tiên tại Hampden vào năm 1987. The Rolling Stones đã biểu diễn ở đó vào năm 1990, trong chuyến lưu diễn Urban Jungle Tour của ban nhạc. Kể từ khi hoàn thành việc tái phát triển Hampden vào năm 1999, nhiều nghệ sĩ đã biểu diễn ở đó, bao gồm The Rolling Stones, Tina Turner, Rod Stewart, Bon Jovi, Eagles, U2, Oasis, George Michael, Red Hot Chili Peppers, Neil Diamond, Take That, AC/DC, Bruce Springsteen, Coldplay, Pink, Paul McCartney, Rihanna, The Stone Roses, và Beyoncé. Một buổi hòa nhạc của U2 vào tháng 8 năm 2009 đã làm cho mặt cỏ Hampden bị hư hại, khiến một trận đấu trong giải đấu của Queen's Park phải hoãn lại.
| Ngày                | Người biểu diễn                    | Nghệ sĩ mở màn                            | Chuyến lưu diễn/Sự kiện               | Khán giả          | Ghi chú |
| ------------------- | ---------------------------------- | ----------------------------------------- | ------------------------------------- | ----------------- | ------- |
| 26 tháng 6 năm 1987 | Genesis                            | Paul Young                                | Invisible Touch Tour                  |                   | [ 123 ] |
| 9 tháng 7 năm 1990  | The Rolling Stones                 | Gun                                       | Urban Jungle Tour                     |                   | [ 123 ] |
| 3 tháng 7 năm 1999  | Rod Stewart                        | The Proclaimers, Bjorn Again, Babylon Zoo |                                       |                   |         |
| 7 tháng 7 năm 2000  | Tina Turner                        | John Fogerty                              | Twenty Four Seven Tour                |                   |         |
| 8 tháng 6 năm 2001  | Bon Jovi                           | Matchbox Twenty, Delirious?               | One Wild Night Tour                   |                   |         |
| 22 tháng 7 năm 2001 | Eagles                             |                                           | An Evening With the Eagles            |                   |         |
| 4 tháng 8 năm 2001  | Robbie Williams                    |                                           | Weddings, Barmitzvahs & Stadiums Tour |                   |         |
| 5 tháng 8 năm 2001  | Robbie Williams                    |                                           | Weddings, Barmitzvahs & Stadiums Tour |                   |         |
| 24 tháng 6 năm 2003 | Eminem                             | D12, Xzibit, Cypress Hill                 | Anger Management Tour                 |                   |         |
| 21 tháng 6 năm 2005 | U2                                 | Black Rebel Motorcycle Club, Interpol     | Vertigo Tour                          | 53.395 / 53.395   |         |
| 29 tháng 6 năm 2005 | Oasis                              | Super Furry Animals                       | Don't Believe the Truth Tour          |                   |         |
| 3 tháng 6 năm 2006  | Bon Jovi                           | Nickelback                                | Have a Nice Day Tour                  | 42.488 / 42.488   |         |
| 23 tháng 6 năm 2006 | Eagles                             |                                           | Farewell I Tour                       |                   |         |
| 25 tháng 8 năm 2006 | The Rolling Stones                 | The Charlatans                            | A Bigger Bang Tour                    |                   |         |
| 1 tháng 9 năm 2006  | Robbie Williams                    | Basement Jaxx                             | Close Encounters Tour                 |                   |         |
| 2 tháng 9 năm 2006  | Robbie Williams                    | Basement Jaxx                             | Close Encounters Tour                 |                   |         |
| 17 tháng 6 năm 2007 | George Michael                     | Sophie Ellis-Bextor                       | 25 Live                               | 53.024 / 53.024   |         |
| 5 tháng 7 năm 2007  | Rod Stewart                        | The Pretenders                            | Rockin' in the Round Tour             |                   |         |
| 23 tháng 8 năm 2007 | Red Hot Chili Peppers              | Biffy Clyro, Reverend and the Makers      | Stadium Arcadium World Tour           | 38.519 / 40.000   |         |
| 5 tháng 6 năm 2008  | Neil Diamond                       |                                           | World Tour 2008                       |                   |         |
| 21 tháng 6 năm 2008 | Bon Jovi                           | The Feeling                               | Lost Highway Tour                     | 39.756 / 39.756   |         |
| 19 tháng 6 năm 2009 | Take That                          | The Saturdays, James Morrison, The Script | Take That Presents: The Circus Live   |                   |         |
| 20 tháng 6 năm 2009 | Take That                          | The Saturdays, James Morrison, The Script | Take That Presents: The Circus Live   |                   |         |
| 21 tháng 6 năm 2009 | Take That                          | The Saturdays, James Morrison, The Script | Take That Presents: The Circus Live   |                   |         |
| 30 tháng 6 năm 2009 | AC/DC                              | The Answer, The Subways                   | Black Ice World Tour                  | 52.000 / 52.000   |         |
| 4 tháng 7 năm 2009  | Eagles                             |                                           | Long Road Out of Eden Tour            |                   |         |
| 14 tháng 7 năm 2009 | Bruce Springsteen và E Street Band |                                           | Working on a Dream Tour               | 50.544 / 50.544   |         |
| 18 tháng 8 năm 2009 | U2                                 | Glasvegas, The Hours                      | U2 360° Tour                          | 50.917 / 50.917   | [ 124 ] |
| 16 tháng 9 năm 2009 | Coldplay                           | Jay-Z, White Lies                         | Viva la Vida Tour                     |                   |         |
| 20 tháng 6 năm 2010 | Paul McCartney                     | Sharleen Spiteri                          | Up and Coming Tour                    |                   |         |
| 26 tháng 6 năm 2010 | Pink                               |                                           | The Funhouse Summer Carnival          |                   |         |
| 22 tháng 6 năm 2011 | Take That                          | Pet Shop Boys                             | Progress Live                         | 152.024 / 152.024 |         |
| 23 tháng 6 năm 2011 | Take That                          | Pet Shop Boys                             | Progress Live                         | 152.024 / 152.024 |         |
| 24 tháng 6 năm 2011 | Take That                          | Pet Shop Boys                             | Progress Live                         | 152.024 / 152.024 |         |
| 2 tháng 7 năm 2011  | Neil Diamond                       |                                           | World Tour 2011                       |                   |         |
| 18 tháng 6 năm 2013 | Bruce Springsteen và E Street Band |                                           | Wrecking Ball World Tour              | 44.000 / 46.988   |         |
| 25 tháng 6 năm 2013 | Robbie Williams                    | Olly Murs                                 | Take the Crown Stadium Tour           |                   |         |
| 26 tháng 6 năm 2013 | Robbie Williams                    | Olly Murs                                 | Take the Crown Stadium Tour           |                   |         |
| 3 tháng 7 năm 2013  | Bon Jovi                           | We Were Promised Jetpacks                 | Because We Can                        | 34.733 / 34.733   |         |
| 28 tháng 6 năm 2015 | AC/DC                              | Vintage Trouble                           | Rock or Bust World Tour               | 50.335 / 50.335   |         |
| 1 tháng 6 năm 2016  | Bruce Springsteen và E Street Band |                                           | The River Tour (2016)                 | 45.330 / 45.330   |         |
| 7 tháng 6 năm 2016  | Coldplay                           | Alessia Cara, Lianne La Havas             | A Head Full of Dreams Tour            | 48.526 / 48.526   |         |
| 27 tháng 6 năm 2016 | Rihanna                            | Big Sean, Alan Walker                     | Anti World Tour                       |                   | [ 125 ] |
| 7 tháng 7 năm 2016  | Beyonce                            | Chloe x Halle, Ingrid                     | The Formation World Tour              | 46.058 / 46.058   |         |
| 24 tháng 6 năm 2017 | The Stone Roses                    | Primal Scream, Steve Mason                |                                       |                   | [ 126 ] |
| 1 tháng 6 năm 2018  | Ed Sheeran                         | Anne-Marie, Jamie Lawson                  | ÷ Tour                                | 152.024 / 152.024 |         |
| 2 tháng 6 năm 2018  | Ed Sheeran                         | Anne-Marie, Jamie Lawson                  | ÷ Tour                                | 152.024 / 152.024 |         |
| 3 tháng 6 năm 2018  | Ed Sheeran                         | Anne-Marie, Jamie Lawson                  | ÷ Tour                                | 152.024 / 152.024 |         |
| 9 tháng 6 năm 2018  | Beyoncé & Jay-Z                    | Nasty P                                   | On the Run II Tour                    | 37.963 / 37.963   |         |
| 22 tháng 6 năm 2019 | P!nk                               | Vance Joy, Bang Bang Rodeo & KidCutUp     | Beautiful Trauma World Tour           | 102.273 / 102.273 |         |
| 23 tháng 6 năm 2019 | P!nk                               | Vance Joy, Bang Bang Rodeo & KidCutUp     | Beautiful Trauma World Tour           | 102.273 / 102.273 |         |

## Kỷ lục khán giả
Lượng khán giả cao nhất được ghi nhận tại Hampden cho một trận đấu bóng đá là 149.415 người, trong trận đấu giữa Scotland và Anh tại British Home Championship 1937. Đây vẫn là kỷ lục châu Âu cho một trận đấu quốc tế. Trận chung kết Cúp bóng đá Scotland 1937 giữa Celtic và Aberdeen có 147.365 khán giả theo dõi chính thức, kỷ lục thế giới cho một trận đấu câu lạc bộ, với 20.000 người nữa phải xem trận đấu bên ngoài sân. Hampden lập kỷ lục khán giả trên thế giới vào năm đó, sau đó đã bị phá vỡ bởi Maracanã, nhưng sân vẫn giữ tất cả các kỷ lục lớn của châu Âu. Trận đấu Cúp C1 châu Âu giữa Celtic và Leeds United vào năm 1970 có 136.505 khán giả theo dõi, đây là kỷ lục khán giả của UEFA.
Kể từ khi quá trình tái phát triển của Hampden được hoàn thành vào năm 1999, sức chứa cho các sự kiện thể thao hiện chỉ còn 52.063 người. Số người tham dự các buổi hòa nhạc có thể cao hơn sức chứa này vì mọi người được phép vào khu vực mặt sân cỏ. Năm 2009, nhiều người tham dự các buổi hòa nhạc tại Hampden hơn các trận đấu bóng đá. Hampden thường có dưới 1.000 khán giả đến xem các trận đấu của Queen's Park ở các giải đấu hạng thấp của hệ thống giải đấu bóng đá Scotland. Queen's Park đã không chơi ở giải đấu hạng nhất của bóng đá Scotland kể từ năm 1958.

## Giao thông
Các ga xe lửa gần nhất là Mount Florida và King's Park. Cả hai ga đều được phục vụ bởi các chuyến tàu từ Ga Trung tâm Glasgow thuộc Cathcart Circle Lines. First Glasgow điều hành một số tuyến xe buýt trong khu vực xung quanh Hampden. Có một bãi đậu xe của sân vận động ngay sau khán đài phía nam, nhưng đối với các sự kiện lớn, bãi đậu xe này chỉ dành cho những người có giấy phép.